# Calyptranthes ruiziana
Calyptranthes ruiziana är en myrtenväxtart som beskrevs av Otto Karl Berg. Calyptranthes ruiziana ingår i släktet Calyptranthes och familjen myrtenväxter. Inga underarter finns listade i Catalogue of Life.